# 沃巴索 (明尼蘇達州)
沃巴索（英語：Wabasso，/wəˈbæsoʊ/）是一個位於美國明尼蘇達州雷德伍德縣的城市。

## 歷史
沃巴索於1889年成立，1900年升格為城市，得名自「兔子」的奧及布瓦語waabooz。克萊門茨的郵局自1900年起營運至今。

## 人口
根據2020年美國人口普查的數據，沃巴索的面積為2.20平方千米，皆為陸地。當地共有人口739人，而人口密度為每平方千米336人。